# Червоний прапор (газета, Ровно)
«Червоний прапор» — областная газета Ровенской области УССР в 1939 - 1990 гг.
Выходила пять раз в неделю (от 249 до 250 номеров в год) на украинском языке.

## История
Газета была создана 18 декабря 1939 года как официальное печатное издание Ровенского областного комитета КП(б)У и областного Совета народных депутатов, первый номер газеты вышел из печати 19 декабря 1939 года.
В ходе Великой Отечественной войны 28 июня 1941 года город Ровно был оккупирован наступавшими немецкими войсками и издание газеты было прекращено.
С апреля 1943 до февраля 1944 года газета выходила как печатный орган подпольного обкома КП(б)У и областного штаба партизан Ровенской области. В это время редактором газеты был партизан Митрофан Зубашев (ранее имевший опыт работы журналистом), клише для заголовка изготовили из дерева. Первый выпущенный партизанами номер имел подзаголовок "№ 575. Год издания четвёртый" (так как ранее уже было издано 574 номера газеты). Делалась газета преимущественно на местном материале - помимо сводок Советского информбюро и приказов Верховного главнокомандования в каждом номере печаталось 7 - 8 корреспонденций от партизан и местных жителей, почти в каждом номере печатались стихи (автором которых был партизан отряда "За Родину" Н. Ф. Ражев). Распространение газеты в населённых пунктах Ровенской, Волынской, Брестской и Пинской областей проходило через систему тайников и курьеров.
К 1 мая 1943 года был выпущен первый номер газеты "Червоний прапор" на четырёх полосах.
В июне 1943 года из Москвы в отряд прибыли И. И. Бескромный и В. Евсеева, доставившие типографский шрифт и другое оборудование для типографии, что позволило начать выпуск ежедневного бюллетеня "Червоного прапора" (новым редактором газеты стал И. И. Бескромный). 
2 февраля 1944 года Ровно был освобождён советскими войсками и издание газеты возобновилось в областном центре.
В 1955 году тираж газеты составлял 30 тыс. экземпляров.
В 1979 году газета была награждена орденом Дружбы народов.
В 1988 году тираж газеты составлял 113 500 экземпляров, в 1989 году - 102 700 экземпляров, в 1990 году - 97 106 экземпляров.
28 декабря 1990 года вышел последний номер газеты.